# Peter Štih
Peter Štih (Ljubljana, 1960. november 27. – ), szlovén történész, akadémikus, egyetemi tanár.

## Élete
A középiskola elvégzéséig Tolminban élt. 1983-ban a Ljubljanai Egyetem Bölcsészettudományi Karán szerzett történészi diplomát. Tanulmányai alatt modellként is dolgozott, televíziós reklámokban szerepelt. 1984-ben a Ljubljanai Egyetem Bölcsészettudományi Kar Történelem Tanszékén folytatta posztgraduális tanulmányait. Többek között 1990-1992-ben a bécsi Osztrák Történetkutató Intézetben (Institut für Österreichische Geschichtsforschung) tanult segédtörténeti tudományokat. 1993-ban fejezte be tanulmányait és ott doktorált. 1987-ben az egyetem középkori szlovének történetével foglalkozó tanársegédje, 1994-ben adjunktusa, 1999-ben egyetemi docense, 2004-ben pedig a szlovén középkori történelem és segédtörténeti tudományok rendes professzora lett. Ljubljanában és a Maribori Egyetem Bölcsészettudományi Karán tart előadásokat, emellett több európai egyetemen is megfordult. 2007-ben a Szlovén Tudományos és Művészeti Akadémia társult, 2015-ben rendes tagjává választották. 2011-től az akadémia Történet- és Társadalomtudományi I. Osztályának titkára volt. Ezt a tisztséget 2017-ig töltötte be, amikor az akadémia (SAZU) alelnökévé, 2020. május végén pedig elnökévé választották. 2008-tól az Osztrák Tudományos Akadémia Filozófiatörténeti Osztályának is levelező tagja , 2010-től pedig a goriziai (Olaszország) Közép-Európai Kulturális Találkozók Intézetének (Istituto per gli Incontri Culturali Mitteleuropei) tagja. Tagja továbbá az Osztrák Történeti Kutatóintézetnek és a Délkelet-Európai Németek Történetével és Kultúrájával foglalkozó Bizottságnak . 2018-ban a salzburgi Európai Tudományos és Művészeti Akadémia rendes tagjává választották, a Ljubljanai Egyetemtől pedig aranyplakettet kapott.

## Történészi munkássága
A mai Szlovénia középkori történetéről szóló számos mű szerzője. Kutatásának fő területei: a szláv etnogenezis a szlávok betelepülése után a Keleti-Alpokban, a kora középkor kialakulása a Keleti-Alpokban (Carantania, Carniola), a nemesség története, és a birtokrendszer kiakakulása Szlovéniában. A szlovén történelem és történetírás sztereotípiáit és mítoszait is kutatja. Számos nagy horderejű tanulmányt publikált a diplomáciatörténet területén is. 2000-ben elsőként kapta meg a Szlovéniai Történelmi Társaságok Szövetségének Clio-díját. 1995-ben társszerzőként Vasko Simonitival modern szemléletű, népszerű művet írt Szlovénia történetéről a felvilágosodásig, amely új szempontok alapján mutatja be Szlovénia régebbi történelmét a szélesebb közönség számára. A művet lefordították horvátra és németre is. 2009-ben megjelent egy újabb kiadása is Világok keresztútján: Szlovén történelem az őskori kultúráktól a 18. század végéig címmel. 2000-től a „Zgodovinski časopis” történettudományi lap főszerkesztője. 2020-ban a Szlovén Tudományos és Művészeti Akadémia elnökévé választották.  

## Főbb művei
- Ozemlje Slovenije v zgodnjem srednjem veku: osnovne poteze zgodovinskega razvoja od začetka 6. stoletja do konca 9. stoletja, Ljubljana, 2001;
- Slovenska zgodovina do razsvetljenstva Ljubljana - Klagenfurt: 1995, (társszerző Vasko Simoniti);
- Carniola, patria Sclavorum Bécs, 1995;
- Studien zur Geschichte der Grafen von Görz, Bécs – München, 1996;
- Spomini Helene Kottanner: ženski glas iz srednjega, Ljubljana, 1999, (társszerző Igor Grdina);
- Srednjeveške plemiške zgodbe Ljubljana, 2001;
- Slowenische Geschichte: Gesellschaft - Politik – Kultur (társszerzők Vasko Simoniti és Peter Vodopivec);
- The Middle Ages between the Eastern Alps and the Northern Adriatic: Select Papers on Slovene Historiography and Medieval History, Brill, 2010. ISBN 978-90-04-18591-3

## Fordítás
Ez a szócikk részben vagy egészben  a   Peter Štih című szlovén Wikipédia-szócikk ezen változatának fordításán alapul.  Az eredeti cikk szerkesztőit annak laptörténete sorolja fel. Ez a jelzés csupán a megfogalmazás eredetét és a szerzői jogokat jelzi, nem szolgál a cikkben szereplő információk forrásmegjelöléseként.